# I-29 (U-Boot)
I-29 (japanisch 伊29, kurz für: 伊号第二十九潜水艦 I-gō dai-nijūkyū sensuikan), Turmkennzeichnung イ29, war ein U-Boot der I-15-Klasse (U-Kreuzer) der Kaiserlich Japanischen Marine. Sein Deckname war „Kiefer“ (松 matsu), von der deutschen Kriegsmarine auch „U-Kiefer“ genannt.
Es wurde während des Zweiten Weltkriegs eingesetzt und unternahm im Rahmen der Yanagi-Missionen in den Jahren 1943 und 1944 zwei Fahrten, die zweite ins deutsch besetzte Frankreich. Auf der Rückfahrt nach Japan wurde es nahe den Philippinen von Streitkräften der Alliierten entdeckt und kurz darauf versenkt.

## Operationen im Pazifik
Nach Kiellegung am 20. September 1939 auf der Marinewerft in Yokosuka fand der Stapellauf am 29. September 1940 noch unter der Bezeichnung I-33 statt, die am 1. November 1941 in I-29 geändert wurde. Am 27. Februar 1942 wurde das Boot fertiggestellt und unter dem Kommandanten Izu Juichi (伊豆 壽市) in Dienst gestellt.
Am 18. April 1942 lief I-29 zusammen mit den U-Booten I-21, I-22, I-24, I-27 und I-28 von Kure zur Überführung nach Truk aus, der damaligen japanischen Marinebasis im Pazifik etwa auf halbem Weg zwischen den Philippinen und Hawaii. Am selben Tag griffen zum ersten Mal amerikanische Bomber die japanischen Städte Tokio, Yokohama, Osaka, Nagoya und Kōbe an (siehe auch: Doolittle Raid). Sie waren vom US-Flugzeugträger Hornet gestartet, der zur Task Force 16 gehörte, einem von Vizeadmiral William F. Halsey geführten Verband aus noch einem weiteren Flugzeugträger, der Enterprise, vier Kreuzern sowie mehreren Zerstörern und Tankschiffen.
Am 19. April, gerade östlich der Bonininseln, wurde die U-Boot-Gruppe zum Angriff auf die sich wieder zurückziehende Task Force angewiesen, konnte sie aber nicht entdecken. Am 24. April erreichte I-29 die Marinebasis Truk und verließ sie am 29. April wieder. Zusammen mit I-28 unternahm es seine erste Feindfahrt und brach in Richtung Australien auf. Zum Ausbau ihrer Luftüberlegenheit planten die japanischen Streitkräfte im Rahmen der Operation MO, einen Luftstützpunkt in Port Moresby an der Südostküste Neuguineas zu errichten. Hierbei sollten die U-Boote unterstützend wirken. In der Schlacht im Korallenmeer am 7. und 8. Mai 1942 konnten die Alliierten jedoch diese Pläne vereiteln. Am 13. Mai erreichte I-29 das Seegebiet vor Sydney, patrouillierte dort und führte Aufklärungsaktionen auch unter Zuhilfenahme seines Wasserflugzeugs durch. Anfang Juni zog es sich langsam nach Norden zurück und erreichte Mitte des Monats den Stützpunkt auf Kwajalein, einem Atoll der Marshallinseln im südlichen Pazifik. Danach fuhr es von Kwajalein zur Heimatwerft in Yokosuka zurück, die es am 21. Juli erreichte. Nach Reparatur- und Wartungsarbeiten brach es am 29. Juli nach Penang auf, einer Insel in der Straße von Malakka. Die Reise verlief ohne besondere Vorkommnisse.

## Operationen im Indik
Am 8. August 1942 begann, mit Auslaufen aus Penang, die zweite Feindfahrt von I-29. Auftrag war, feindliche Schifffahrtsrouten im Indischen Ozean zu stören sowie Diego Suárez, eine Stadt im Norden Madagaskars, die Seychellen, Sansibar, Mombasa und Sokotra auszuspähen. Im weiteren Laufe des August und September wurde dies durchgeführt und am 2. September im Golf von Aden, westlich von Sokotra, der 4131 BRT große britische Frachter Gazcon torpediert und versenkt
(Lage). Am 10. September, noch vor Sokotra, versenkte I-29 den britischen 5299-BRT-Frachter Haresfield
(Lage). Am 16. September traf es westlich von Sokotra den britischen 7147 BRT großen bewaffneten Frachter Ocean Honour (Lage). Dabei kamen 20 Menschen ums Leben, 26 konnten sich auf eine kleine Insel retten und wurden später dort von Flugzeugen der RAF geborgen.
Am 22. September torpedierte I-29 den 6579 BRT großen bewaffneten amerikanischen Dampfer Paul Luckenbach (Lage). Während die 61-köpfige Besatzung in vier Rettungsbooten entkam, gingen Schiff und Fracht verloren, darunter 18 Panzer und 10 B-25-Bomber. Zum 5. Oktober 1942 kehrte I-29 zur Reparatur und Wartung nach Singapur zurück.
Am 11. November lief es aus, wieder mit dem Auftrag zur Störung des feindlichen Handels im Indischen Ozean. Am 23. November torpedierte und versenkte es nordwestlich der Malediven das 10.006 BRT große bewaffnete britische Schiff Tilawa und vernichtete dabei 6472 t Stückgut (Lage). Es starben 280 Menschen. Der britische Kreuzer Birmingham konnte 678 Menschen retten. Am 3. Dezember, im Golf von Aden, südöstlich von Sokotra, stoppte es den norwegischen 6323 BRT großen bewaffneten Tanker Belita mit einem Torpedo. Die Besatzung konnte das Schiff verlassen. Anschließend versenkte I-29 das Schiff mit seinem Bordgeschütz (Lage). Es kehrte nach Singapur zurück und wurde bis Februar 1943 überholt. Am 14. Februar 1943 lief es mit dem Operationsziel Golf von Bengalen aus. Nach einmonatiger ereignisloser Fahrt kehrte es nach Penang zurück.

## Erste Yanagi-Mission

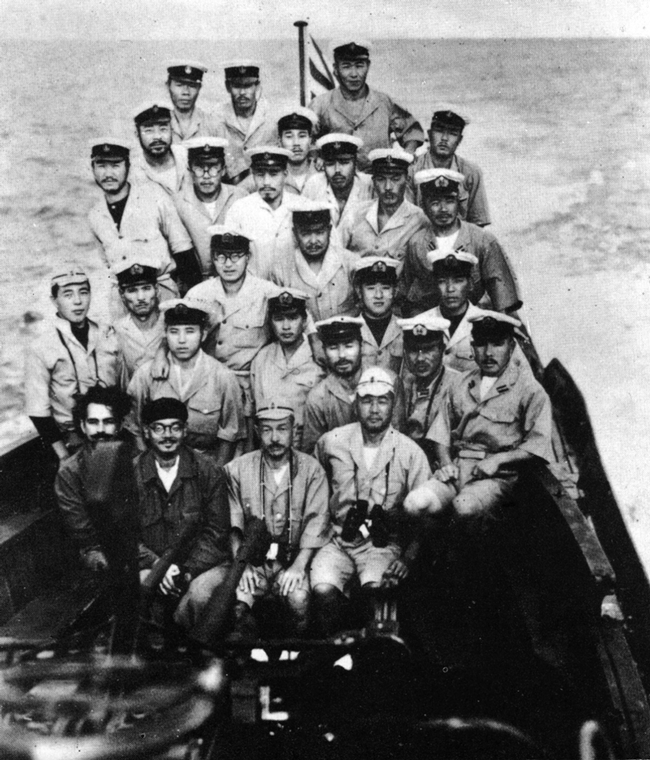
Besatzungsmitglieder auf I-29, vorn in der Mitte der Kommandant, neben ihm (mit Brille) als Passagier Subhash Chandra Bose, Anführer der indischen Unabhängigkeitsbewegung (April oder Mai 1943)

Am 5. April 1943 startete I-29 zu einer besonderen Yanagi-Mission. Der Auftrag lautete, Passagiere und 11 t wertvolle Fracht nach Europa zu bringen. Es handelte sich um die japanischen Marineoffiziere Emi Tetsushiro, Mitglied der technischen Abteilung der Flotte, und Tomonaga Hideo, U-Boot-Ingenieur. Sie sollten in Deutschland Wissen über modernen U-Boot-Bau erwerben. Die Fracht als Gegenleistung für die Kriegsmarine bestand aus 2 t Gold, verschiedenen japanischen Torpedos, einem Kleinst-U-Boot vom Typ A sowie Zeichnungen des Flugzeugträgers Akagi, die den Deutschen beim Bau ihres eigenen, genannt Graf Zeppelin, helfen sollten.
Am 26. April, noch im Indischen Ozean, etwa 350 sm östlich von Madagaskar, traf sich I-29 mit dem deutschen U-Boot U 180 im Kriegsmarinequadrat KR 5276 (Lage). Durch raue See und das Wetter bedingt, dauerte der Austausch von Passagieren und mehr als 10 t Fracht zwei Tage. Aus dem deutschen Boot stiegen Subhash Chandra Bose, Anführer der Azad Hind, der anti-britischen Unabhängigkeitsbewegung Indiens, und sein Adjutant, Habib Hassan, auf I-29 um. Umgekehrt wechselten die beiden japanischen Offiziere auf U 180. Die Deutschen gaben Fracht ab, wie Hafthohlladungen HHL 3, Chininproben für künftige japanische Sendungen, Torpedos und Täuschkörper sowie Dokumente und Post für die deutsche Botschaft in Tokio. Schließlich setzte U 180 am nächsten Tag Kurs Richtung Kap der Guten Hoffnung mit Ziel Bordeaux, während I-29 nach Osten fuhr und am 6. Mai 1943 seine Passagiere sicher im Hafen von Sabang im äußersten Norden Sumatras absetzte. Von hier aus reisten die indischen Gäste per Flugzeug über Penang, Manila, Saigon und Formosa weiter nach Tokio, das sie am 16. Mai erreichten. Hier wurde Bose von Premierminister Tōjō Hideki und etwas später vom Tennō, Kaiser Hirohito, empfangen. Währenddessen fuhr I-29 weiter nach Singapur, das es am 14. Mai erreichte.
Am 8. Juni 1943 verließ I-29 Penang, um auf seiner fünften Feindfahrt an der Ostküste Afrikas und im Golf von Aden zu operieren. Dort versenkte es am 12. Juli den britischen Frachter Rahmani (Lage) und kehrte am 2. August nach Penang zurück. Von dort lief es am 9. August nach Japan aus und erreichte Kure am 19. August. Nach Reparatur und Wartung lief es unter seinem neuen Kommandanten Kinashi Takakazu (木梨 鷹一) am 5. November wieder nach Singapur aus, das es am 14. November erreichte. Dort wurde es modernisiert. Die Flak-Bewaffnung wurde verstärkt und es erhielt verbesserte Entfernungsmesser. Das am 5. Dezember hier aus Brest ankommende U-Boot I-8 gab sein deutsches Funkmessbeobachtungsgerät (FuMB) vom Typ FuMB 1 „Metox“ an I-29 ab. Zusätzlich wurde es mit 80 t Rohkautschuk, 30 t Wolfram, 50 t Zinn, 2 t Zink, 3 t Chinin sowie Opium und Kaffee beladen.

## Zweite Yanagi-Mission

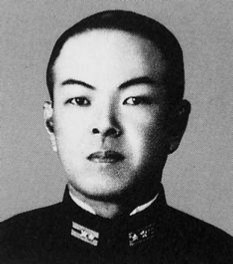
Kinashi Takakazu (1902–1944) war der Kommandant auf der zweiten Yanagi-Mission

Am 16. Dezember 1943 verließ I-29 Singapur zu seiner zweiten Yanagi-Mission in Richtung Frankreich. Mit an Bord waren 16 Passagiere, darunter Marineoffiziere, wie Konteradmiral Kojima Hideo, der den aus Berlin abberufenen Yokoi Tadao dort als Marineattaché ersetzen sollte, sowie Dolmetscher, Ingenieure und Waffenexperten. Am frühen Morgen des 23. Dezember nahm I-29 vom deutschen Versorger Bogota 120 t Dieselöl und frische Lebensmittel auf. Nachdem es am 8. Januar 1944 Madagaskar südlich passiert hatte, umrundete es am 16. Januar erneut das Kap der Guten Hoffnung und erreichte damit wieder den Atlantik. Am 4. Februar empfing I-29 ein deutsches Funktelegramm, in dem mitgeteilt wurde, dass es sich am 13. Februar mit einem deutschen U-Boot treffen sollte, um einen neuen Radarwarner zu erhalten. Das Treffen mit U 518 fand dann am 14. Februar etwa 60 sm südwestlich der Azoren statt. Drei deutsche Techniker setzten über und installierten auf der Brücke ein Funkmessbeobachtungsgerät FuMB 7 „Naxos“ sowie ein FuMB 9 „Wanze“. Während das deutsche Boot in Richtung Karibik aufbrach, fuhr I-29 weiter Richtung Biskaya. Am 4. März wurde es vor Kap Finisterre von einem RAF-Patrouillenflugzeug entdeckt und von dessen Suchscheinwerfer (Leigh light) erfasst, konnte aber unversehrt entkommen. Am Morgen des 10. März, vor der Küste von Gijón, erhielt es Luftschutz durch fünf Junkers Ju 88 der deutschen Luftwaffe. Am Nachmittag kamen die deutschen Zerstörer Z 23 und ZH 1 sowie die Torpedoboote T 27 und T 29 dazu und gaben Geleitschutz. Tatsächlich wurden I-29 und seine Eskorte kurz darauf von mehr als zehn alliierten Flugzeugen angegriffen, darunter Bomber vom Typ Bristol Beaufighter und Consolidated B-24 Liberator. Alle Bomben verfehlten aber ihr Ziel.
Einen Tag später, am 11. März, lief es unbeschadet im Stützpunkt Lorient ein und ankerte zunächst neben U 190. Es wurde begeistert begrüßt und etwas später sicher im massiven U-Boot-Bunker Keroman untergebracht. Die japanischen U-Boot-Fahrer wurden von ihren deutschen Gastgebern festlich empfangen und bewirtet. Kommandant Kinashi reiste nach Berlin, wo er von höchster Stelle das Eiserne Kreuz 2. Klasse erhielt. Währenddessen wurde das Boot modernisiert und anschließend beladen. Es wurden neue Flugabwehrkanonen montiert, darunter 2-cm-Flak-Vierlinge und eine 3,7-cm-Flak. Die neue Ladung bestand aus einem Raketentriebwerk Walter HWK 109-509, wie es für den Abfangjäger Me 163 „Komet“ verwendet wurde, und einen Junkers-Jumo-004-Motor. Dabei handelte es sich um das erste serienreife Strahltriebwerk der Welt, das im Düsenjäger Me 262 eingesetzt wurde. Zur Fracht gehörten ferner Rohstoffe wie Bauxit und Quecksilber-Radium-Amalgam, 20 Stück Chiffriermaschinen vom Typ Enigma-T, dazu Konstruktionspläne der Fieseler Fi 103 „V1“, eines Schnellbootmotors, einer Segelflugbombe, von Akustikminen sowie von Funkmessbeobachtungsgeräten.
Am 11. Juni begegnete I-29 im Südatlantik I-52, einem weiteren Yanagi-U-Boot, das sich auf Gegenkurs befand. Die Boote hielten jedoch Funkstille. Am 29. Juni wurde erneut das Kap der Guten Hoffnung umfahren, danach der Indische Ozean durchquert und am 14. Juli Singapur erreicht. Die Passagiere stiegen aus und gelangten mit einem Teil der Dokumente per Flugzeug sicher nach Japan. Den Alliierten gelang es, einige Funksprüche abzufangen, darunter eine verschlüsselte Nachricht von Berlin nach Tokio, in der die strategisch wichtige Fracht aufgelistet wurde, und eine weitere Funkmeldung von I-29, in der es seine geplante Fahrtroute nach Japan beschrieb. Alliierte Codebrecher konnten beide Nachrichten entziffern. Darauf wurde beschlossen, I-29 nach Möglichkeit in der Luzonstraße abzufangen, und die U-Boote USS Tilefish, USS Rock und USS Sawfish wurden dort hingeschickt.
Am 22. Juli machte sich I-29 von Singapur nach Kure auf und erreichte am 26. Juli aufgetaucht von Westen kommend die Luzonstraße. Dort wurde es von der Sawfish gesichtet, die vier Torpedos auf I-29 abschoss. Drei trafen und I-29 sank schnell (Lage). Nur ein Überlebender schaffte es, sich an Land zu retten und über den Verlust zu berichten. Der Kommandant wurde postum zum Konteradmiral befördert.